# 백광신
백광신(白光臣, 1133년 ~ ?)은 고려 중기의 문신이다. 본관은 남포(藍浦)다.

## 생애
신라 간관(新羅 諫官) 백중학(白仲鶴)의 후손으로 태복경(太僕卿)을 지낸 백사청(白司淸)의 아들이다.
고려 명종 때 과거 급제 이후 1200년(신종 3) 임유(任濡)를 지공거로, 동지공거(同知貢擧)가 되어 조문발(趙文拔)과 진화(陳澕)를 선발했다. 판비서성사(判秘書省事) 한림학사 지제고(翰林學士知制誥)로 치사(致仕)했다.
1205년(희종 원년) 최충헌(崔忠獻)의 모정(茅亭)에서 시작(詩作)을 경연함에 심사를 맡아 급제 정공분(鄭公賁)의 시를 제1등급으로 뽑았다. 수사공(守司空)으로 치사한 이준창(李俊昌), 호부상서(戶部尙書)로 치사한 현덕수(玄德秀), 수사공(守司空)으로 치사한 이세장(李世長), 수태위(守太尉) 문하시랑(門下侍郞) 동 중서문하평장사(同中書門下平章事)를 지낸 최당(崔讜), 태복경(太僕卿)으로 치사한 장자목(張自牧), 동궁시독학사(東宮侍讀學士)를 지낸 고영중(高瑩中), 수태부(守太傅)를 지낸 최선(崔詵), 국자감대사성(國子監大司成)으로 치사한 조통(趙通) 등과 함께 해동기로회(海東耆老會)를 만들어 만년을 시와 술로 소요자적(逍遙自適)하니 세상이 그들을 지상선(地上仙)이라 했다.

## 가족관계
- 부 : 백사청(白司淸), 태복경(太僕卿) 증 삼중대광(贈三重大匡)
  - 부인 : 김씨(金氏), 김명(金明)의 딸
    - 아들 : 백분화(白賁華, 1179년 ~ 1224년), 경산부부사(京山府副使)
    - 자부 : 임씨(林氏), 상서우복야(尙書右僕射) 판삼사사(判三司事) 임유겸(林惟謙)의 딸
      - 손자 : 희심(希諗), 출가(出家) 조계선사(曹溪禪士)
      - 손자 : 숙명(淑明)